# Метафоры пользовательского интерфейса
Метафора интерфейса — набор визуальных элементов, действий и процедур пользовательского интерфейса, которые используют определенные знания, уже имеющиеся у пользователей в других областях.
Цель метафоры интерфейса — дать пользователю мгновенные знания о том, как взаимодействовать с пользовательским интерфейсом. Они разработаны, чтобы быть похожими на физические объекты, но также имеют свои собственные свойства (например, метафора рабочего стола и веб-порталы). Они могут быть основаны на действии, объекте (скевоморфе) или их комбинации.
Примером метафоры интерфейса является аналогия файла и папки в файловой системе.

### Историческая справка
В середине XX века компьютеры были крайне редки и использовались только специалистами. Они были оснащены сложными интерфейсами, понятными только избранным. В 1968 году Дуглас Энгельбарт устроил демонстрацию, которая поразила руководителей Xerox
Они начали работу над тем, что впоследствии станет Xerox Alto . В 1973 году компания Xerox завершила работу над первым персональным компьютером Xerox Alto, который имел сложный графический интерфейс пользователя (GUI), включающий окна, значки, меню и указатель (WIMP).
К сожалению, Xerox Alto (и его преемник Xerox Star) были слишком дорогими для среднего потребителя и страдали от плохого маркетинга.
В 1984 году Apple Computer выпустила Apple Macintosh, который стал первым доступным и коммерчески успешным персональным компьютером с GUI.
Macintosh был вторым компьютером Apple с графическим пользовательским интерфейсом, а Apple Lisa была первой.
В 1985 году Microsoft выпустила Microsoft Windows, которая имела поразительное сходство как с Macintosh, так и с интерфейсом Alto. В конечном итоге Windows обогнала Apple на рынке ПК и стала преобладающей операционной системой на основе графического интерфейса.

## Оценка
Разработчики программного обеспечения пытаются упростить использование компьютерных приложений как для новичков, так и для опытных пользователей, создавая конкретные метафоры, которые напоминают реальный опыт пользователей. Постоянное технологическое совершенствование сделало метафоры более реалистичными, чтобы в конечном итоге повысить производительность интерфейса. Начинающие пользователи, однако, могут использовать что-то вроде справочного окна, потому что метафора не всегда будет достаточно ясной для их понимания, независимо от того, сколько усилий приложат ее программисты, чтобы сделать ее похожей на что-то понятное пользователям. Эксперты, с другой стороны, понимают, что происходит с техническими аспектами метафоры интерфейса. Они знают, чего хотят, и знают, как это сделать, поэтому придумывают короткие пути, чтобы облегчить достижение своих целей.
Хотя концепция метафор интерфейса кажется простой (чтобы способствовать более эффективному использованию компьютера), эмпирических данных, подтверждающих эти утверждения, недостаточно. На самом деле было проведено небольшое исследование, демонстрирующее преимущества внедрения метафор в компьютерные системы, а также то, что делает метафору наиболее эффективной.

## Дополнительно
- Carroll, J. K., Mack, R. L. & Kellogg, W. A. (1988), Interface Metaphors and User Interface Design, in M. Helander (ed.), «Handbook of Human-Computer Interaction», Elsevier Science, pp. 67–85.
- Richards, S. M., et al. (1994) «The Use of Metaphors in Iconic Interface Design» in Intelligent Tutoring Media, Volume 5, Issue 2
- Zmoelnig, C. (2000). The graphical user interface. Time for a paradigm shift? Retrieved March 31, 2006 from http://www.sensomatic.com/chz/gui/index.html
- Vaananen K. and J. Schmidt (1994). «User Interface for Hypermedia: How to Find Good Metaphors?». In Proceedings of CHI’94. Boston, April 1994.